# Quiquibey
Quiquibey ist eine Ortschaft im Departamento Beni im südamerikanischen Anden-Staat Bolivien.

## Lage im Nahraum
Quiquibey ist eine Ortschaft im Municipio San Borja in der Provinz Ballivián. Der Ort liegt auf einer Höhe von 578 m am rechten, östlichen Ufer des Río Quiquibey, der flussabwärts ab hier die Departamentos La Paz und Beni voneinander trennt, bis er wenige Kilometer vor Rurrenabaque in den Río Beni mündet.

## Geographie
Quiquibey liegt zwischen den nordöstlichen Bergrücken der Serranía Marimonos, einem Abschnitt der Voranden-Ketten der Cordillera Oriental. Das Klima der Region ist subtropisch und ganzjährig humid.
Die mittlere Durchschnittstemperatur der Region liegt bei knapp 24 °C (siehe Klimadiagramm Quiquibey) und schwankt nur unwesentlich zwischen 21 °C im Juni und Juli und etwa 25 °C von Oktober bis Januar. Der Jahresniederschlag beträgt etwa 1700 mm, mit mäßigen Monatsniederschlägen von 40 bis 60 mm von Juni bis August, und einer ausgeprägten Regenzeit von Dezember bis März mit Monatsniederschlägen von 200 bis 250 mm.

## Verkehrsnetz
Quiquibey liegt in einer Entfernung von 322 Straßenkilometern südwestlich von Trinidad, der Hauptstadt des Departamentos.
Durch Quiquibey führt die 600 Kilometer lange Nationalstraße Ruta 3 von La Paz nach Trinidad. Die Straße ist bis auf ein fünfzig Kilometer langes Teilstück östlich von La Paz weitgehend nicht asphaltiert und daher je nach Witterungsbedingungen nicht immer problemlos zu befahren. Sie führt von La Paz über Cotapata, Sapecho und Inicua nach Quiquibey und weiter über Yucumo, San Borja und San Ignacio de Moxos nach Trinidad.

## Bevölkerung
Die Einwohnerzahl der Ortschaft ist in den vergangenen beiden Jahrzehnten deutlich angestiegen:
| Jahr | Einwohner         | Quelle       |
| ---- | ----------------- | ------------ |
| 1992 | keine Detaildaten | Volkszählung |
| 2001 | 100               | Volkszählung |
| 2012 | 162               | Volkszählung |
| 2024 |                   | Volkszählung |